# Ibrahim Wasif
Ibrahim Wasif (arabiska: وصيف ابراهيم), född 4 november 1908 i Port Said i Egypten, död 17 maj 1975, var en egyptisk tyngdlyftare som tog OS-brons i lätt tungvikt (82,5 kg) vid olympiska sommarspelen 1936 i Berlin. Han satte ett världsrekord i stöt 1938.